# Jürgen Croy
Jürgen Croy (19 de octubre de 1949) es un exfutbolista alemán, nacido en la antigua República Democrática Alemana. Se desempeñaba como guardameta. Está considerado el mejor portero de la extinta Alemania Oriental.
Fue el arquero titular de la selección de Alemania Oriental que participó en el Mundial de Fútbol 1974 en Alemania Occidental. También participó en las Olimpiadas de Montreal 1976, donde consiguió con su equipo la única medalla de oro en su historia.

## Tras el retiro
Tras su retirada en 1981 y acabar de entrenar al club de sus amores en 1988, Croy ejerció entre 1991 y 2001 de consejero de educación, cultura y deportes en su ciudad natal, Zwickau.

## Trayectoria

### Jugador
| Club                | País              | Año       |
| ------------------- | ----------------- | --------- |
| Sachsenring Zwickau | Alemania Oriental | 1965-1981 |

### Entrenador
| Club                | País              | Año       |
| ------------------- | ----------------- | --------- |
| Sachsenring Zwickau | Alemania Oriental | 1984-1988 |